# Farm Street
Farm Street est une rue de la ville de Londres. Elle est située dans la cité de Westminster, dans le quartier de Mayfair. 

## Situation et accès

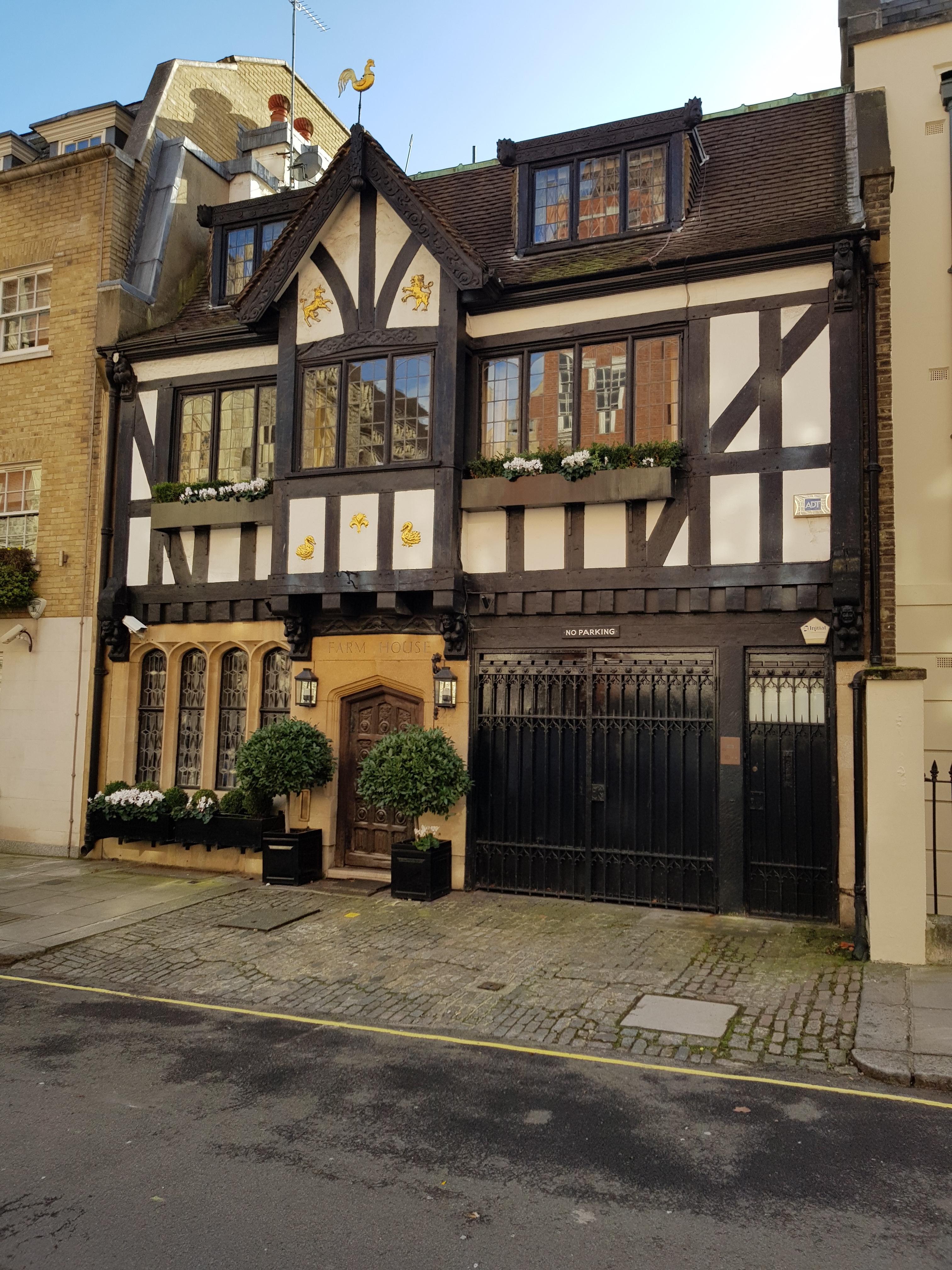
No 22 : Farm House.

Farm Street s'étend de South Street, qu’elle prolonge, à Hill Street. De forme coudée, elle est longue d’environ 190 m. 
Les stations de métro les plus proches sont, côté nord, Marble Arch, où circulent les trains de la ligne  Central, Bond Street, desservie par les lignes  Central  Jubilee, et, côté sud, Green Park et  Hyde Park Corner, desservies par la ligne  Piccadilly.

## Origine du nom

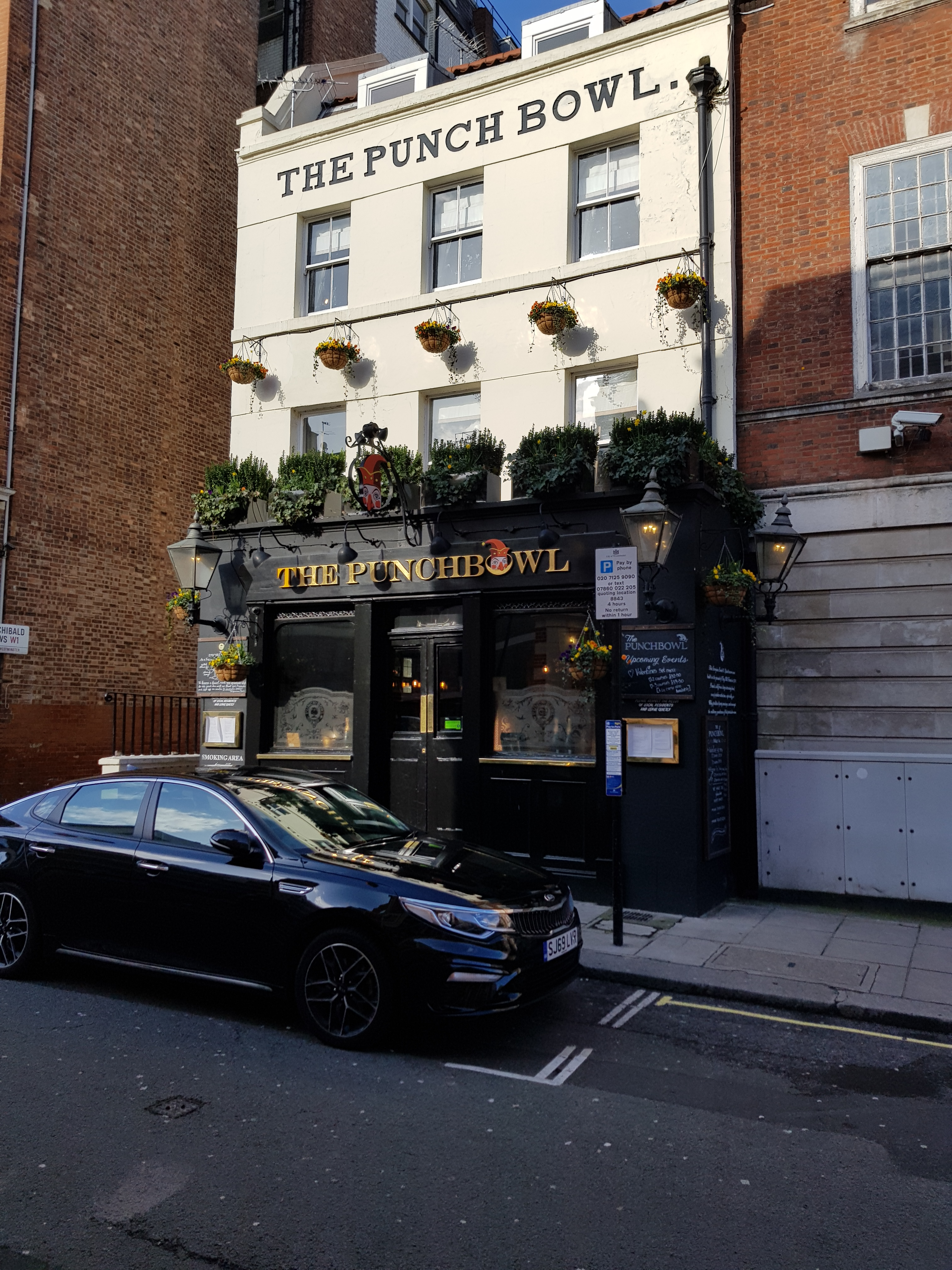
No 41 : The Punch Bowl.

Farm Street a été aménagée sur un terrain dépendant d’une ferme du nom de Hay Hill.

## Historique
La rue est ouverte dans les années 1750. Elle ne figure pas sur le plan de Londres de John Rocque (1746).

## Bâtiments remarquables et lieux de mémoire

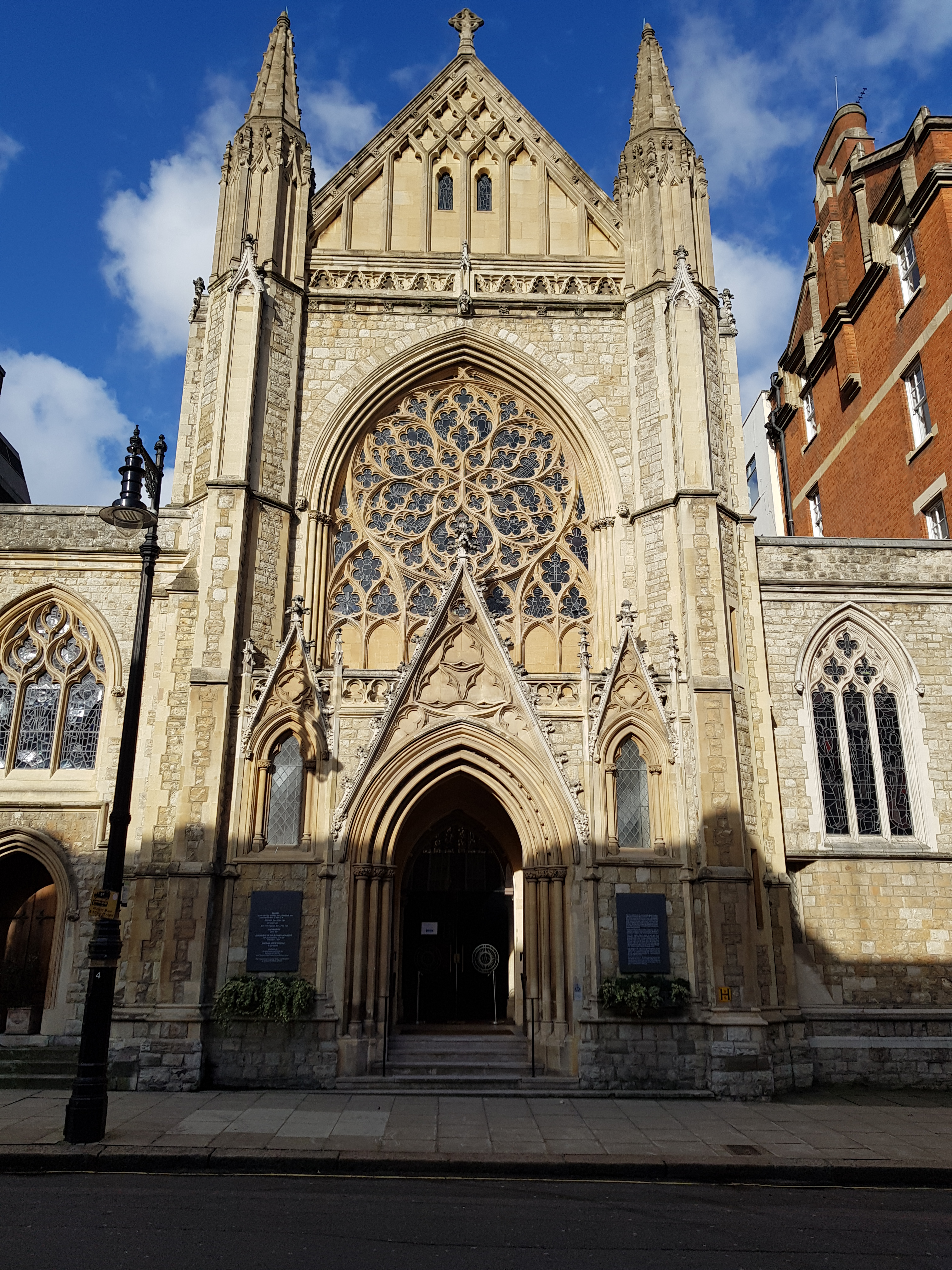
Église de Farm Street.

- No 22 : Farm House (reconstruite au début des années 1900) ; cette maison de 424 m2, qui a abrité dans les années 1930 les amours de Wallis Simpson et du prince de Galles, comprend trois pièces de réception, deux cuisines, six chambres, quatre salles de bains, deux terrasses et un garage ; elle est vente, en 2019, pour le prix de 13 millions d’euros[3].

- No 41 : pub The Punch Bowl (vers 1750) ; ce bâtiment classé de grade II a été la propriété de la chanteuse Madonna et de son mari Guy Ritchie en 2008 ; ce dernier l’a revendu en 2013 à son actuel propriétaire[4].

- L'Église de l’Immaculée Conception (1849), appelée communément Farm Street Church, est la paroisse jésuite du centre de Londres. L'église a deux entrées : l’une sur Farm Street et l’autre sur les jardins de Mount Street. La façade sur rue est inspirée de la façade ouest de la cathédrale Saint-Pierre de Beauvais[5]. Le 1er décembre 1943, une messe de requiem y est célébrée à la mémoire de la mécène Winnaretta Singer, décédée quelques jours plus tôt à Londres[6].